# Остріжник червоний
Остріжник червоний, центрантус червоний (Centranthus ruber (L.) DC.)  — вид квіткових рослин родини жимолостеві (Caprifoliaceae).

## Етимологія
лат. ruber — «червоний»

## Опис
Багаторічна трав'яниста рослина зі злегка деревною основою. Ця рослина з круглими, гладкими стеблами, розгалуженими при основі, що досягають 30-60 см заввишки. Листки 3–8 см довжиною, вони дещо м'ясисті, супротивні, цільні або злегка зубчасті й загострені на кінці. Нижнє листя має черешки, а верхні листки сидячі. Квітки в щільних суцвіттях. Квітки численні; віночок рожевий або червоний. Запилюється і бджолами і метеликами. Плід являє собою невелику сім'янку. Насіння має пучки аналогічні кульбабам, які дозволяють поширюватися під дією вітру. Квітне з квітня по жовтень.

## Поширення
Північна Африка: Алжир; Марокко; Туніс. Західна Азія: Туреччина. Європа: Україна — Крим; Албанія; Колишня Югославія; Греція; Італія; Франція; Португалія [вкл. Мадейра]; Іспанія [вкл. Канарські острови]. Натуралізований та культивується в багатьох інших країнах.
Росте на щебеню й узбіччях, порушених, кам'янистих місцях на висоті нижче 200 м. Може терпіти дуже лужні ґрунти.

## Використання
Активні інгредієнти рослини використовуються як лікарський препарат.
Листки й коріння можна вживати в їжу: листя в свіжому вигляді в салатах, коріння варять в супах.
Білий сорт 'Альбус' часто вирощується як декоративний.

## Галерея

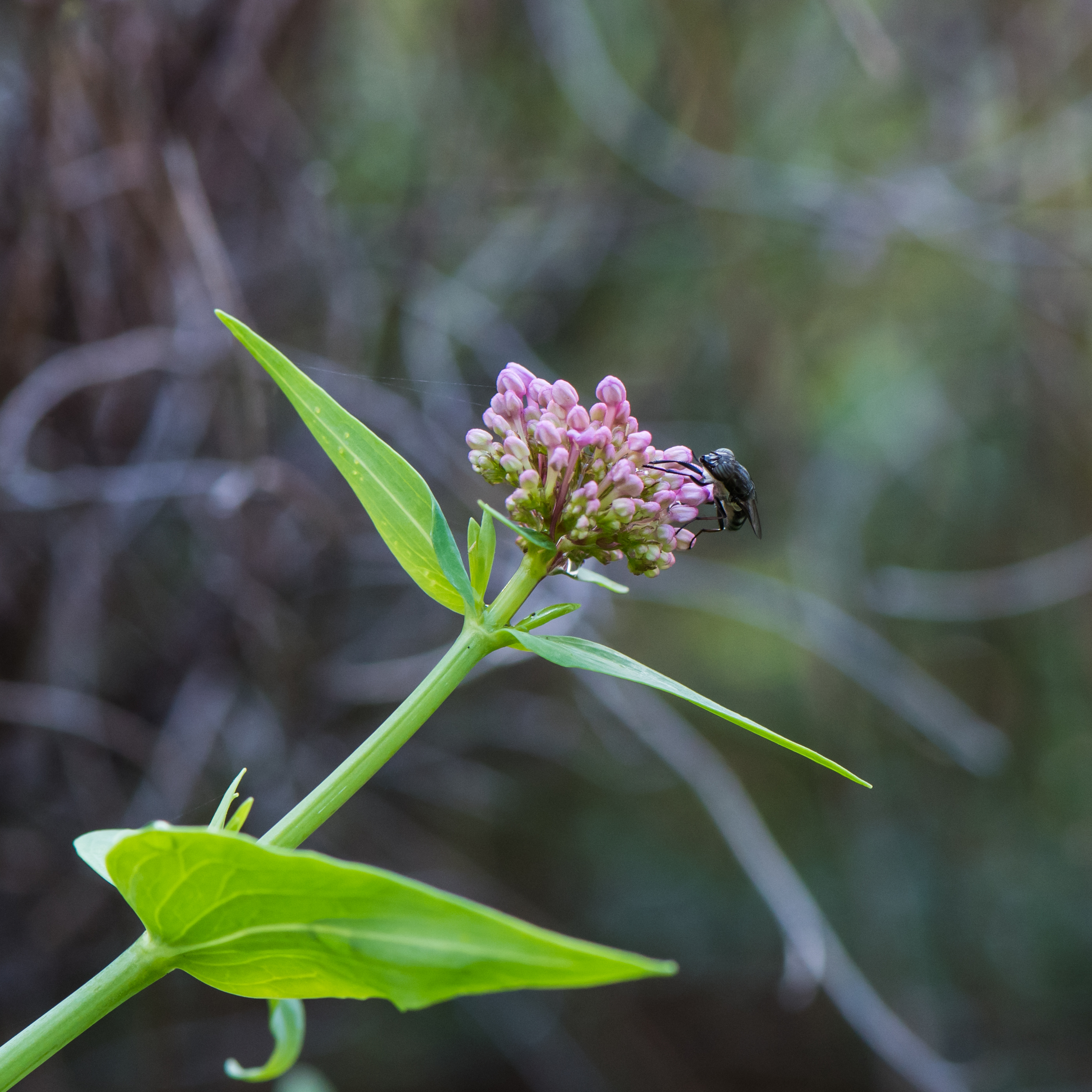
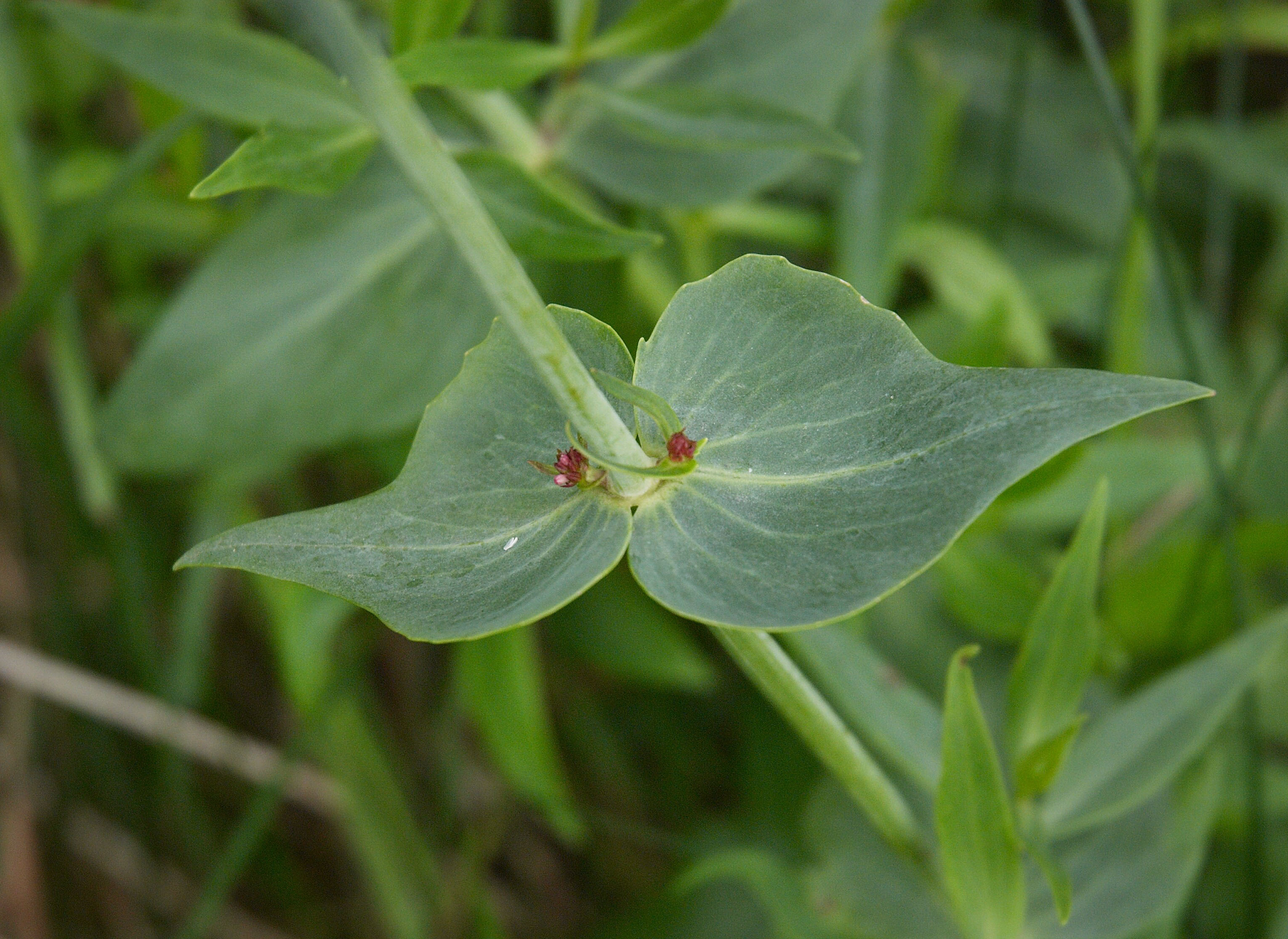
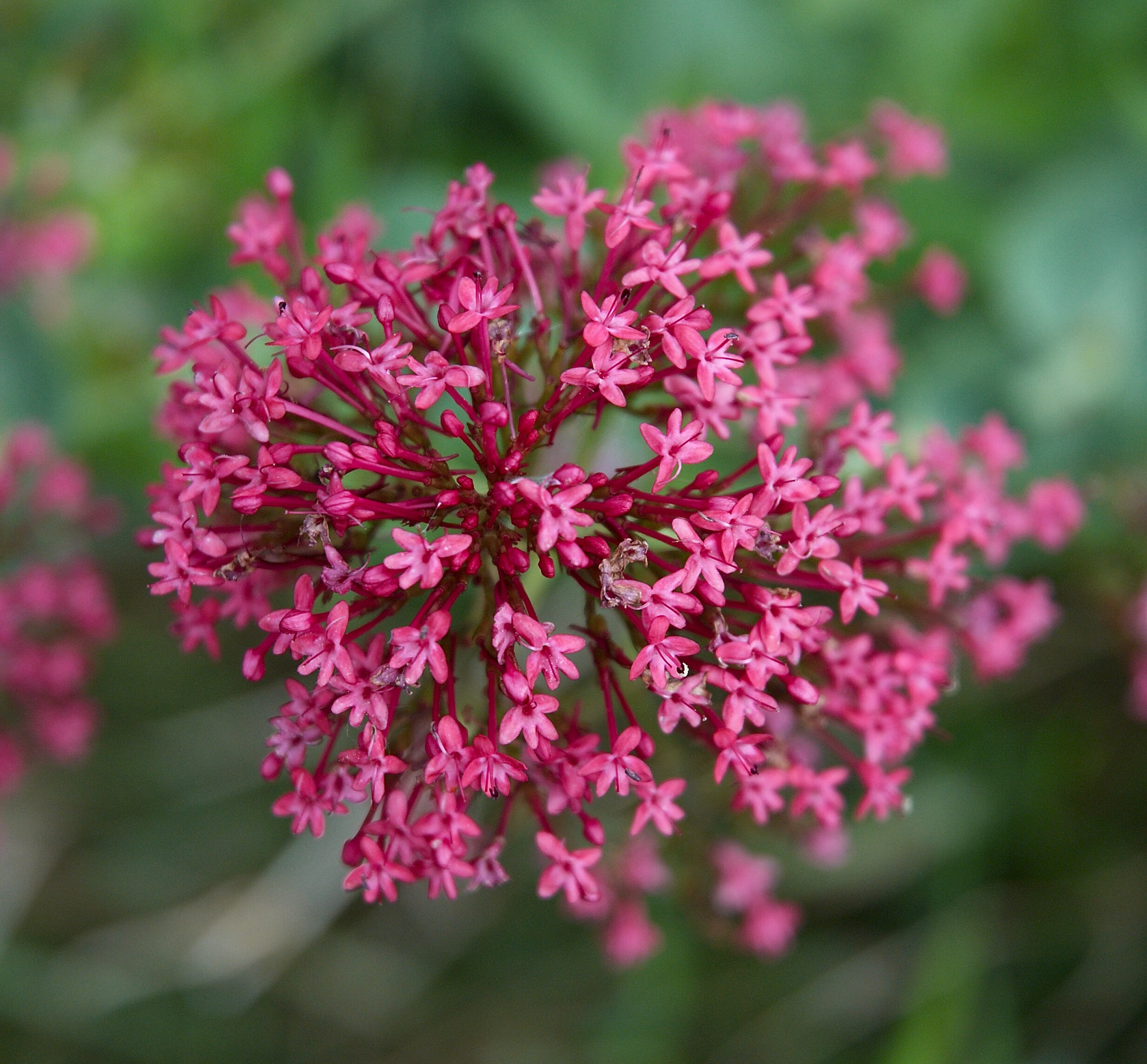
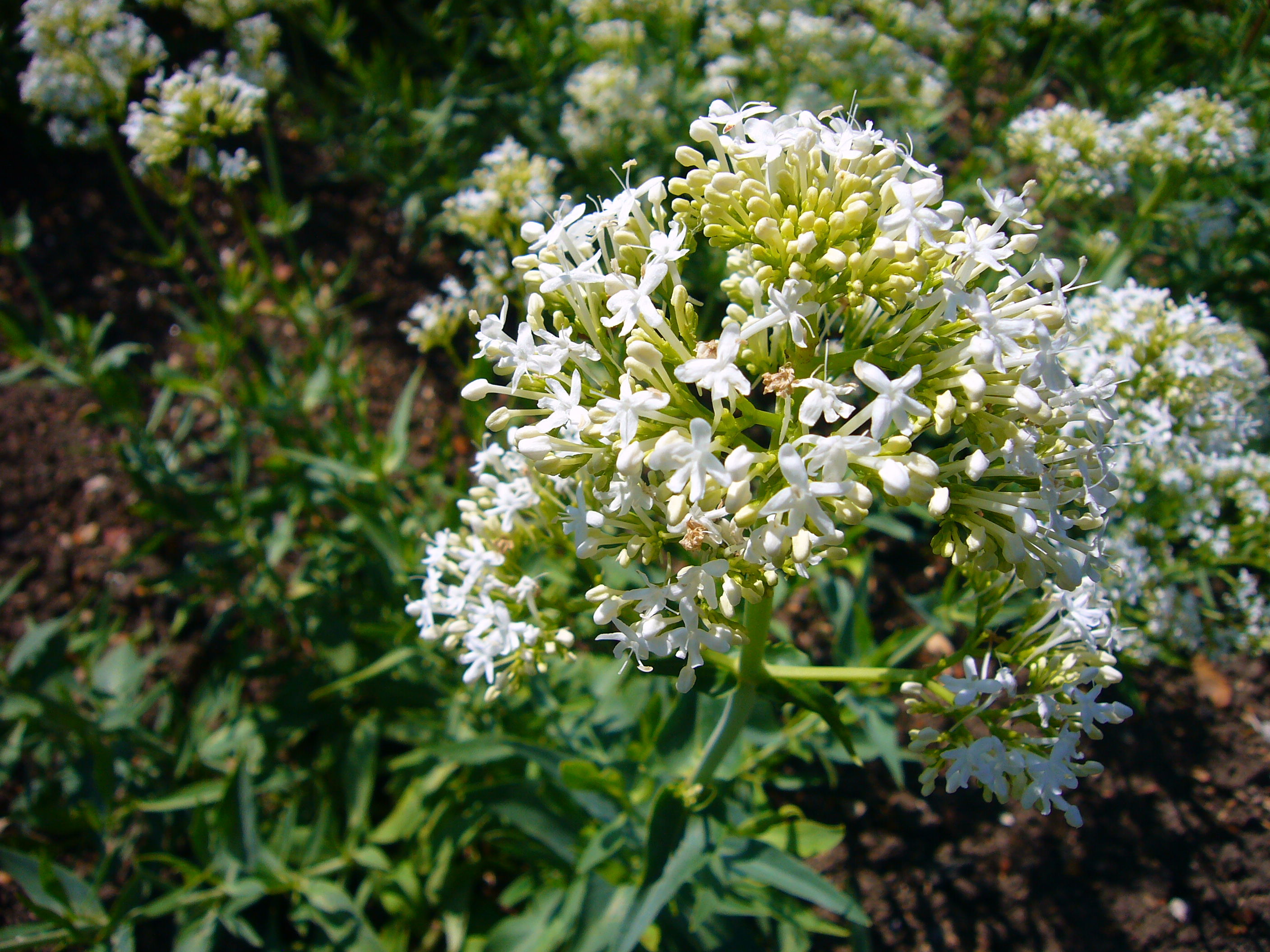
сорт 'Альбус'